# Ceratobasidium sphaerosporum
Ceratobasidium sphaerosporum är en svampart som beskrevs av Warcup & P.H.B. Talbot 1971. Ceratobasidium sphaerosporum ingår i släktet Ceratobasidium och familjen Ceratobasidiaceae.   Inga underarter finns listade i Catalogue of Life.